# Port Authority of New York and New Jersey Police Department

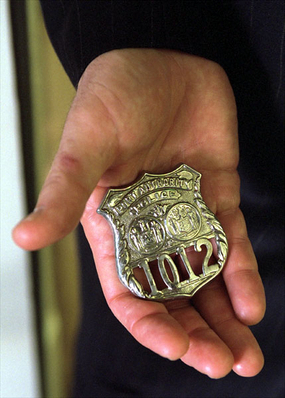
Dienstabzeichen des PAPD

Das Port Authority of New York and New Jersey Police Department (auch Port Authority Police Department, PAPD) ist eine Polizeieinheit, die in den US-Bundesstaaten New York und New Jersey operiert. Ihr Sitz ist Jersey City, New Jersey.

## Geschichte
Die Polizeibehörde wurde im Juni 1928 etabliert, als 40 Männer rekrutiert wurden, um die Goethals Bridge und die Outerbridge Crossing (damals noch als Arthur Kill-Brücke bekannt) zu überwachen und zu kontrollieren. Diese Polizisten wurden auch „Bridgemen“ genannt, die Sergeants hießen „Bridgemaster“.
Die Anzahl der Polizeikräfte wuchs mit der Eröffnung des Holland Tunnels, mit den drei Metropolitan Airports und einem Seehafen (heute Elizabeth-Port Authority Marine Terminal). In den 1950er-Jahren wurde der Port Authority auch der Busbahnhof unterstellt sowie die U-Bahnhöfe Hudson und Manhattan (auch als Port Authority Trans-Hudson-System bekannt).

## Aufgabe
Die Aufgabe besteht darin, die Anlagen der Port Authority of New York and New Jersey zu schützen. Hierzu gehören das U-Bahn-System beider Staaten (Port Authority Trans-Hudson), der Port Authority Bus Terminal, die großen Flughäfen und das neue World Trade Center. Das PAPD ist eine der bestbezahlten Polizeien der Vereinigten Staaten und eine der höchstbezahlten an der Ostküste der Vereinigten Staaten. Als am 11. September 2001 Flugzeuge in die Zwillingstürme des World Trade Center flogen und jene später einstürzten, verlor das PAPD 37 Beamte und einen Polizeihund. Wie die New Yorker Polizei (NYPD) besitzt auch das PAPD eine sogenannte ESU (Emergency Service Unit), die bei besonders schwierigen Einsätzen wie Gebäudeeinstürzen hilft. Das PAPD ist nicht nur eine Polizeieinheit, sondern auch als Feuerwehr (z. B. am Flughafen) tätig.

## Ausrüstung
Die Fahrzeuge sind beinahe vollständig in weiß gehalten, sie werden jedoch mit reflektierenden blauen Streifen, diversen Schriftzügen und dem Emblem des PAPD geziert. Am Dach befinden sich kleinere Rundumkennleuchten in den Farben weiß und rot.

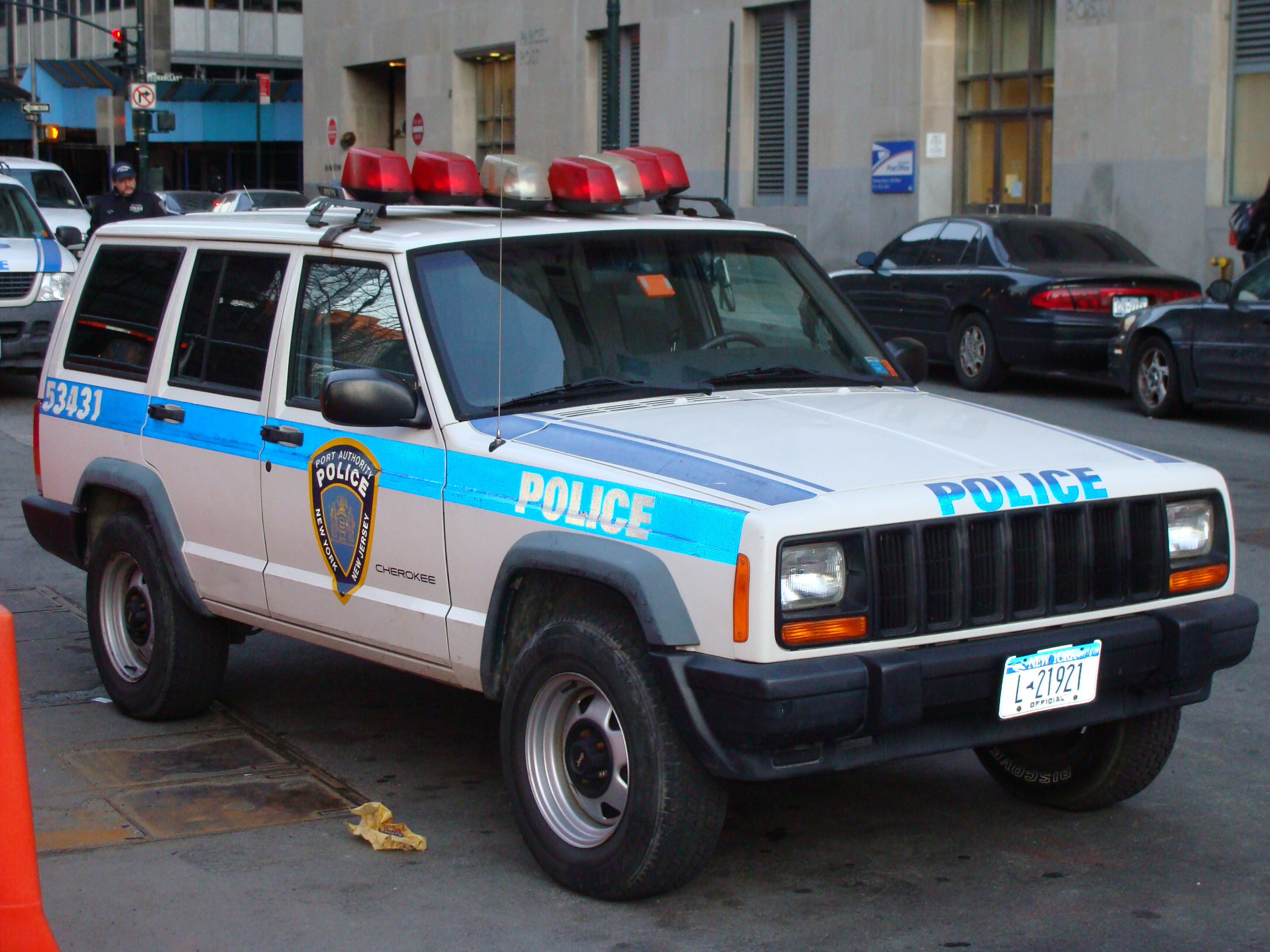
Ein Jeep des Port Authority Police Department nahe dem World Trade Center
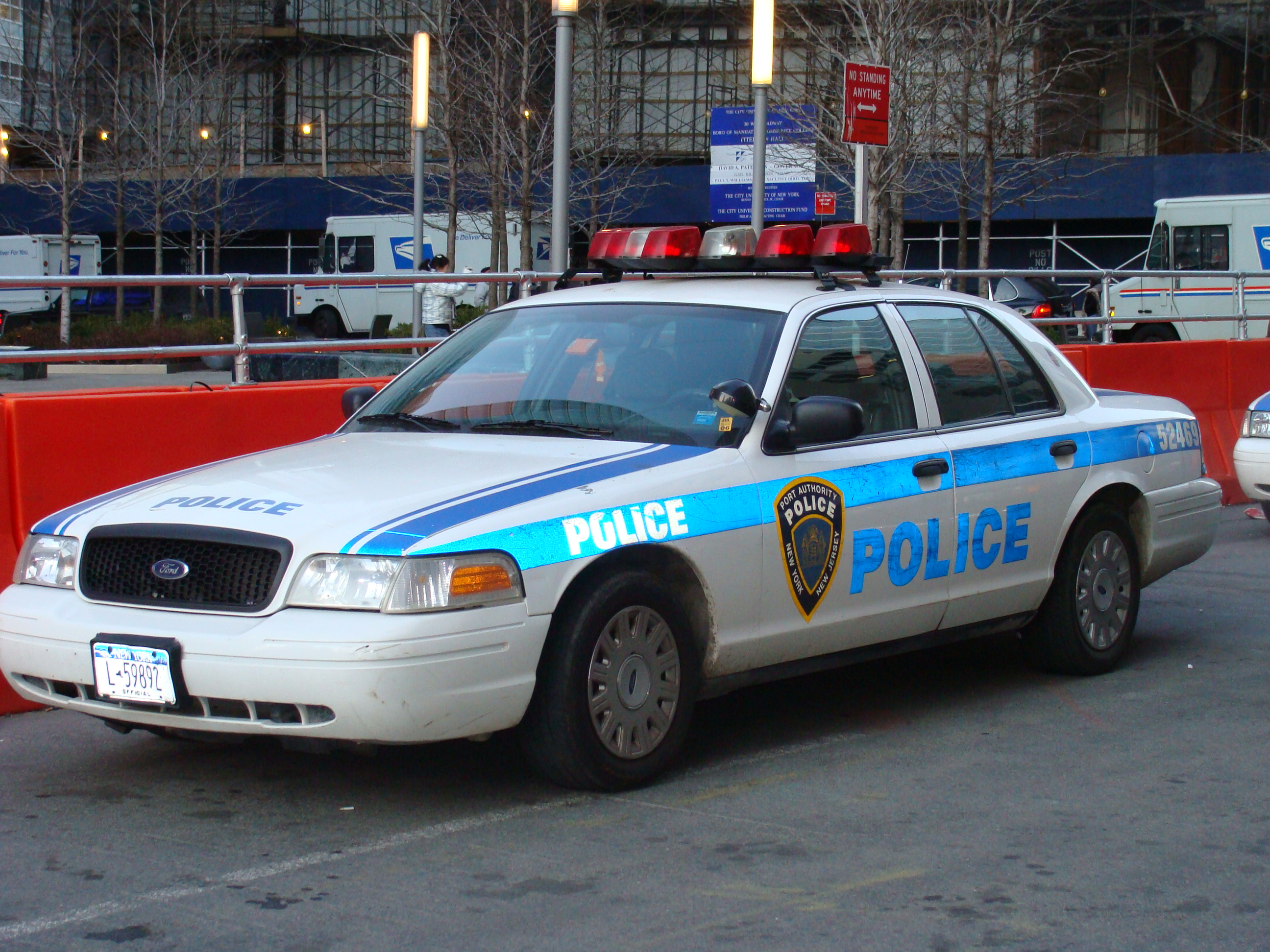
Ein weiteres Einsatzfahrzeug
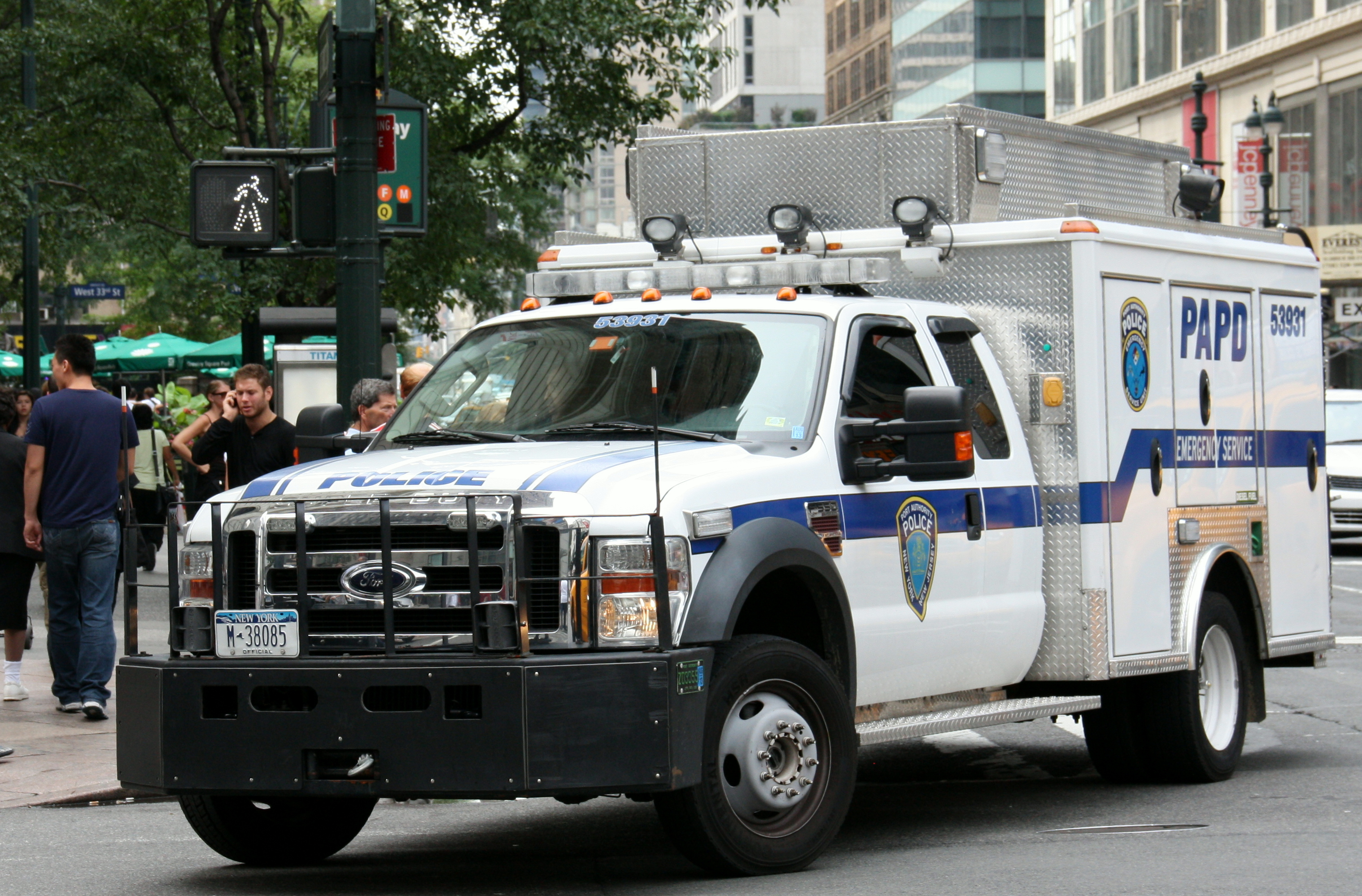
Fahrzeug der Emergency Service Unit
Hubschrauber